# It Doesn't Matter (cântec de Depeche Mode)
It Doesn't Matter este o piesă a formației britanice Depeche Mode. Piesa a apărut pe albumul Some Great Reward, în 1984.